# Chant du parti

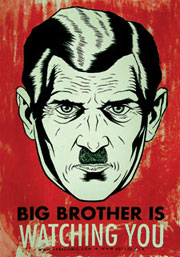
Big Brother

Dans son roman 1984 écrit en 1948, George Orwell invente le Chant du parti, véritable fond sonore de cette société totalitaire imaginaire.

## Dans la fiction
Cette musique est très présente pendant le XXe siècle[Information douteuse] parmi les populations prolétaires de l'Océania, qui comprend l'Amérique du Nord, l'Amérique du Sud, l'Océanie, l'Afrique du Sud, les Îles Britanniques et l'Australie. Le répertoire est exclusivement constitué de chants composés par le « Ministère de l'abondance » (qui est en fait celui de la pénurie dans la langue orwélienne), généralement pour les populations prolétaires, mais parfois aussi pour les membres du « Parti extérieur ». De tels chants sont utilisés de façon répétée et agressive dans les programmes affichés sur les télécrans pour influencer les pensées des auditeurs afin qu'elles concordent avec les principes fondamentaux et orthodoxes du Parti.
Ainsi, lorsque le « Ministère de l'abondance » annonce que les rations de chocolat ont doublé dans la dernière année, un chant avec une harmonie exprimant la joie et la satisfaction imprime le message. À l'inverse, lors des deux minutes de la haine ou lors des messages concernant l'Eurasia, l'ennemi éternel du Parti, un chant à caractère violent est utilisé.
Des chants spécifiques ont été créés pour les prolétaires ou les membres « Parti extérieur » : ceux où la mélodie est dominante, qui cherche à influencer l'émotion, et ceux où ce sont plutôt les paroles qui dominent sur la mélodie. Ces derniers visent à enseigner le respect par les prolétaires des principes fondamentaux du Parti, procédé similaire à la répétition des slogans publicitaires.
Le Chant du parti a éliminé toute autre forme de musique. Les paroles y dominent la mélodie et clament la supériorité de Big Brother et son infaillibilité.

## Dans la réalité
En 1949, année de la création de la République démocratique allemande, parait l’hymne non officiel du Parti socialiste unifié d'Allemagne, Le chant du Parti « Le Parti a toujours raison » composé par le communiste germano-tchèque Louis Fürnberg. La version allemande devint hymne officielle lors du IIIe Congrès du SED en 1950. Le refrain rejoint presque la fiction d'Orwell : « Le parti, le parti a toujours raison / Et, camarades, qu'il en reste ainsi. / Car celui qui se bat pour le droit / Celui-ci a toujours raison. / Contre le mensonge et l'exploitation. »

## Sources
- François Brune, Sous le soleil de Big Brother : Précis sur 1984 à l'usage des années 2000 : une relecture d'Orwell, Paris/Montréal (Québec)/Budapest etc., L'Harmattan, 2000, 167 p. (ISBN 2-7384-9611-3, lire en ligne).
- Susanne FRITSCHE, Die Mauer ist gefallen, eine kleine Geschichte der DDR (Le mur est tombé, une petite histoire de la RDA), éditions DTV, Munich, 2005.